# ゲルズ

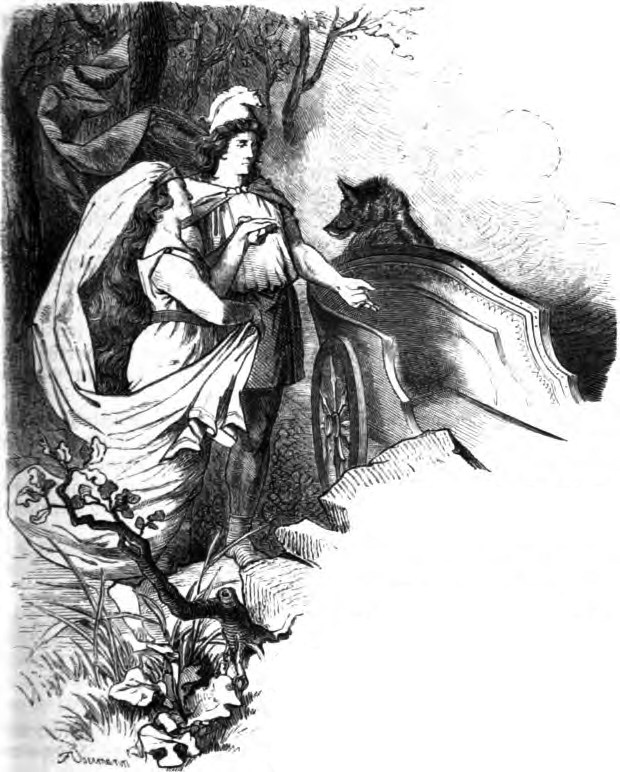
『スキールニルの歌』の一場面。

ゲルズ（ゲルド、ゲルダとも。古ノルド語: Gerðr）は、北欧神話に登場する豊穣神フレイの妻となった巨人の女性である。
その名前は「垣で囲まれた播種された耕地」を意味すると考えられている。
彼女はあらゆる女の中で最も美しいとされ、彼女の腕の輝きにより空と海が明るくなったと描写されている。
『スノッリのエッダ』第一部『ギュルヴィたぶらかし』第37章によると、ゲルズの父はギュミル（「海」の意）、母はアウルボザという。母は山の巨人といわれている。
伝承によっては、フレイが殺したとされる巨人ベリが彼女の兄とされる場合がある。
（ベリ#ゲルズの兄を参照）
『スノッリのエッダ』第二部『詩語法』では、エーギルに招かれたアース神族の女神の一覧にゲルズが含まれている。しかし『古エッダ』の『ロキの口論』序文で同様に挙げられた、エーギルの館を訪ねる神々と妖精の中にはゲルズはいない。また、第一部『ギュルヴィたぶらかし』第35章で列挙される女神の中にも彼女の名前はない。
『ユングリング家のサガ』によると、フレイとゲルズの間の息子はフィヨルニルという。
フレイが彼女に求婚した経緯は『古エッダ』の『スキールニルの歌』、および『ギュルヴィたぶらかし』第37章で語られている。高座フリズスキャールヴから戯れにヨトゥンヘイムを眺め、ゲルズを見つけたフレイは、彼女の美しさに一目惚れをし、召使いのスキールニルを求婚のために差し向ける。彼女は、スキールニルから11個の黄金の林檎やドラウプニルを贈られてもフレイの愛を拒んだが、スキールニルは最終的には呪いのルーン文字を刻むと脅したため、ようやく「バリの森」でフレイと会うことに同意した。
この物語は「天と地の聖婚」を表していると考えられている。つまり、冬の凍った大地の中に閉じ込められていた生命が、春に暖かな光を浴びて甦ることの象徴であるという解釈である。また2人が会う「バリの森」の「バリ」(en)は、「バル」（大麦）が語源であろうと考えられている。